# (51741) Davidixon
(51741) Davidixon – planetoida z grupy pasa głównego asteroid okrążająca Słońce w ciągu 4,89 lat w średniej odległości 2,88 j.a. Została odkryta 24 maja 2001 roku przez Myke’a Collinsa i Minora White’a w obserwatorium w miejscowości Anza w Kalifornii. Nazwa planetoidy upamiętnia Davida Dixona (ur. 1947) – astronoma amatora, który prowadzi Jornada Observatory w Nowym Meksyku.